# A Eirexa (Valdín)
A Eirexa es una entidad de población situada en la parroquia de Valdín, del municipio español de La Vega, en la provincia de Orense, Galicia.

## Toponimia
El origen del topónimo es el latín (locus) ecclesiae, o lugar de la iglesia.

## Demografía
La entidad de población de A Eirexa no consta ni en las bases de datos del INE ni en las del IGE por lo que se desconocen los datos demográficos de la misma.